# Joel Lupahla
Joel Lupahla (Bulawayo, República de Rodesia, 26 de abril de 1977) es un exfutbolista de Zimbabue que jugaba en la posición de centrocampista.

## Carrera

### Club
| Periodo   | Club               |
| --------- | ------------------ |
| 1998-2000 | Highlanders FC     |
| 2000-2004 | AE Paphos          |
| 2004-2005 | Silver Stars FC    |
| 2005-2006 | SuperSport United  |
| 2006-2010 | Platinum Stars FC  |
| 2010      | Gunners FC         |
| 2011      | CAPS United FC     |
| 2012-2014 | Highlanders FC     |
| 2015-2016 | Tsholotsho Pirates |

### Selección nacional
Jugó para Zimbabue en 29 ocasiones de 2000 a 2008 y anotó tres goles, ganó la Copa COSAFA 2000 y participó en dos ediciones de la Copa Africana de Naciones.

## Logros

### Club
- Liga Premier de Zimbabue (2): 1999, 2000
- Premier Soccer League (1): 2006/07

### Selección nacional
- Copa COSAFA (1): 2000